# Ліхтенштейнська вітчизна
Ліхтенштейнська вітчизна (нім. Liechtensteiner Heimatdienst, LHD) — колишній політичний рух, який виступав проти партократії та за перетворення Ліхтенштейну на корпоративну державу. Проте, ідеї руху не набули широкої підтримки серед населення князівства.

## Історія
Рух було утворено 1 жовтня 1933 року в столиці князівства Вадуці як осередок Форарльберзької вітчизни — політичного крила австрійського Гаймверу (нім. Heimwehr — отряди самооборони). У 1930-ті роки серед жителів Форарльбергу були популярними ідеї корпоративної держави, які поширилися також і на території Ліхтенштейну.
9 грудня 1934 року члени руху провели мітинг у столиці князівства з вимогою відставки уряду та проведення нових виборів.
На початку 1935 року рух «Ліхтенштейнська вітчизна» об'єднався із Християнсько-соціальною народною партією Ліхтенштейну. Як «Національна опозиція», вони прагнули змінити існуючу мажоритарну виборчу систему на пропорційну.
У січні 1936 року рух увійшов до складу партії Патріотичний союз. У цей час членами новоствореної партії стали деякі колишні високопосадовці, такі як Отто Шедлер та Алоїз Фогт, завдяки чому партії вдалося посилити свої позиції у політичному житті країни.
Деякі члени «Ліхтенштейнської вітчизни», що не поділяли її нової ідеології, згодом приєдналися до Німецького національного руху.

## Організаційна структура та символіка
Заснована 15-ма особами, «Ліхтенштейнська вітчизна» впродовж усього часу свого існування мала до 300 членів. Близько 200 із них формували «ударні загони» (нім. Sturmtrupp). Організаційна структура руху була подібна до структури нацистських «НАПОЛАС», а вітання і символіка ударних загонів — до СА.
З 14 жовтня 1933 року до 1935 року «Ліхтенштейнська вітчизна» один-два рази на тиждень видавала власну газету, що мала назву «Liechtensteiner Heimatdienst. Stimme für heimische Wirtschaft, Kultur und Volkstum».